# Ministério da Justiça reconhece a formação política Anamola

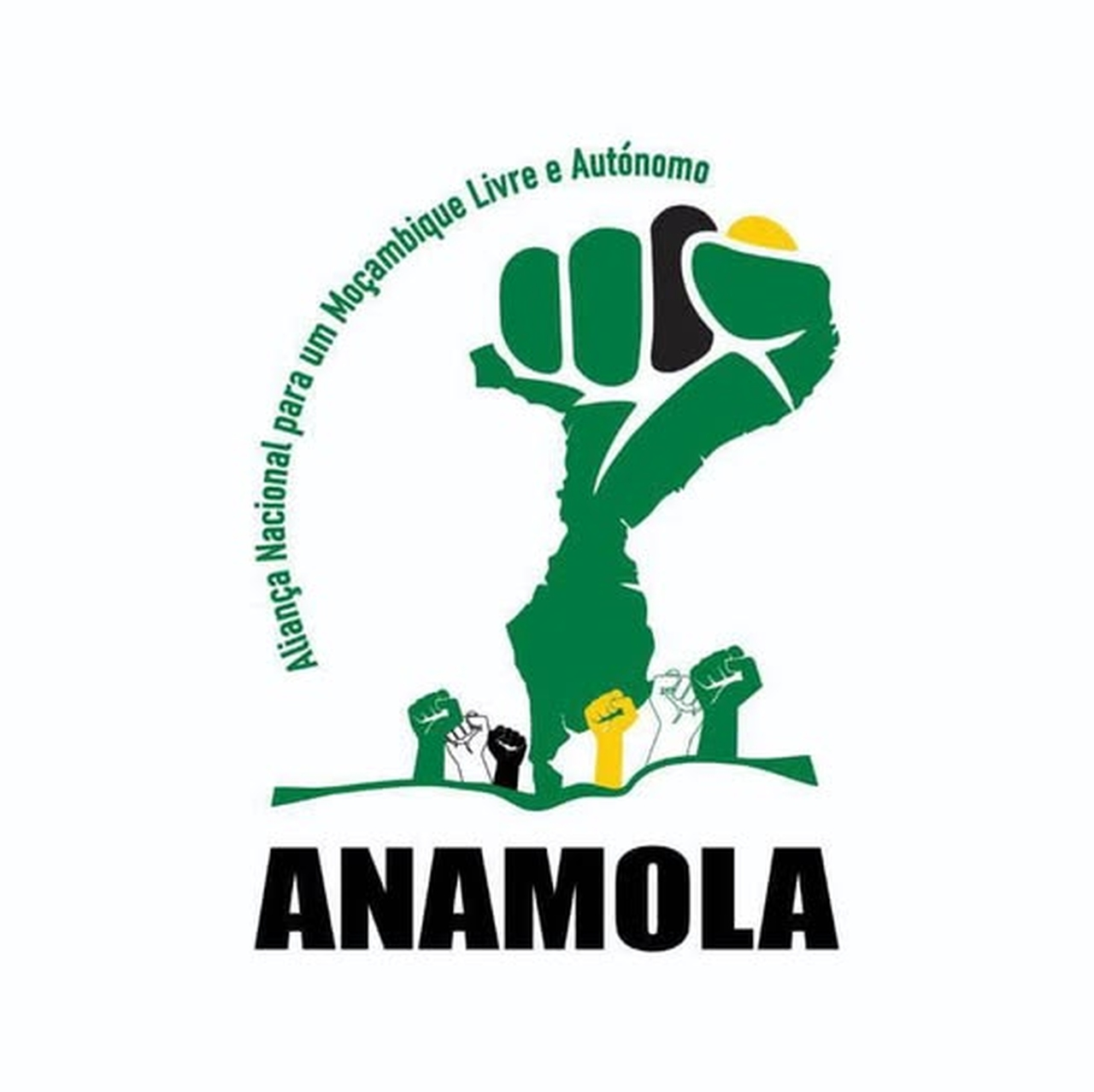
Ministério da Justiça reconhece a formação política Anamola

O Ministério da Justiça, Assuntos Constitucionais e Religiosos de Moçambique reconheceu oficialmente na tarde desta sexta-feira (15/08/2025), a nova formação política liderada por Venâncio Mondlane. A organização passou a chamar-se Aliança Nacional para um Moçambique Livre e Autónomo (ANAMOLA), substituindo a primeira designação proposta, ANAMALALA.
A notícia foi confirmada pelo assessor político do Venâncio Mondlane e sublinhou que a Aliança Nacional para um Moçambique Livre e Autónomo (ANAMOLA) manterá os seus princípios fundadores.
O processo de legalização da formação política foi marcada por ajustes exigidos pelo Governo. No dia 6 de Junho de 2025, Mondlane apresentou um recurso ao Ministério com as respostas às exigências, incluindo a alteração da sigla inicial “ANAMALALA” que significa “vai acabar” ou “acabou” e agora ANAMOLA já faz parte do leque de formações políticas moçambicanas.
Com o reconhecimento oficial, a formação política deverá publicar os estatutos no Boletim da República de Moçambique, criar sede e órgãos internos, abrir conta bancária, obter NUIT e cumprir as regras de prestação de contas e participação eleitoral.